# Osøren Station
Osøren Station (Ossøren stasjon) var en jernbanestation på Nesttun–Osbanen, der lå i byområdet Osøyro i Os kommune i Norge.
Stationen åbnede som endestation for banen fra Nesttun, da den blev taget i brug 1. juli 1894. Oprindeligt hed stationen Os, men den skiftede navn til Osøren 1. juni 1921. Den blev nedlagt sammen med banen 2. september 1935.
Indvielsen 1. juli 1894 var en stor lokal begivenhed, der tiltrak den største folkemængde, der var set i Osbygda indtil da. Nysgerrigheden fortsatte det efterfølgende år, så banens bestyrelse måtte indføre perronbilletter. For egnen var der da også tale om en revolution af færdslen, idet Bergen nu kun var få timer væk. Til gengæld førte åbningen af stationen også til den første miljøsag i området. Drejeskiven og kullageret var blevet placeret udfor Osørens hotel, der klagede over den generende røg og larm fra stationen og fik rettens medhold i det. Drejeskiven ligger nu under asfalt, og lokomotivremisen er væk, men en vognremise og et vognværksted eksisterer stadig.
Stationsbygningen fra 1894 er også bevaret og ejes i dag af Os kommune. Der er planer om at renovere den og genskabe dens oprindelige udseende, men manglende finansiering har medført, at den kun er blevet malet i de oprindelige farver. Der er også planer om at anlægge et kort jernbanespor på stationsområdet. Værkstedet huser i dag en kloakpumpestation, idet facaden dog har fået sit oprindelige udseende tilbage. Os Kulturutvikling har ret til at benytte den kommunale bygning og har planer om at omdannet det til et kunstcenter. Bygningen er planlagt udvidet med et kunstværksted og atelier og med en glasfacade ud mod Bjørnafjorden.